# Stopfenreuth (Gemeinde Engelhartstetten)

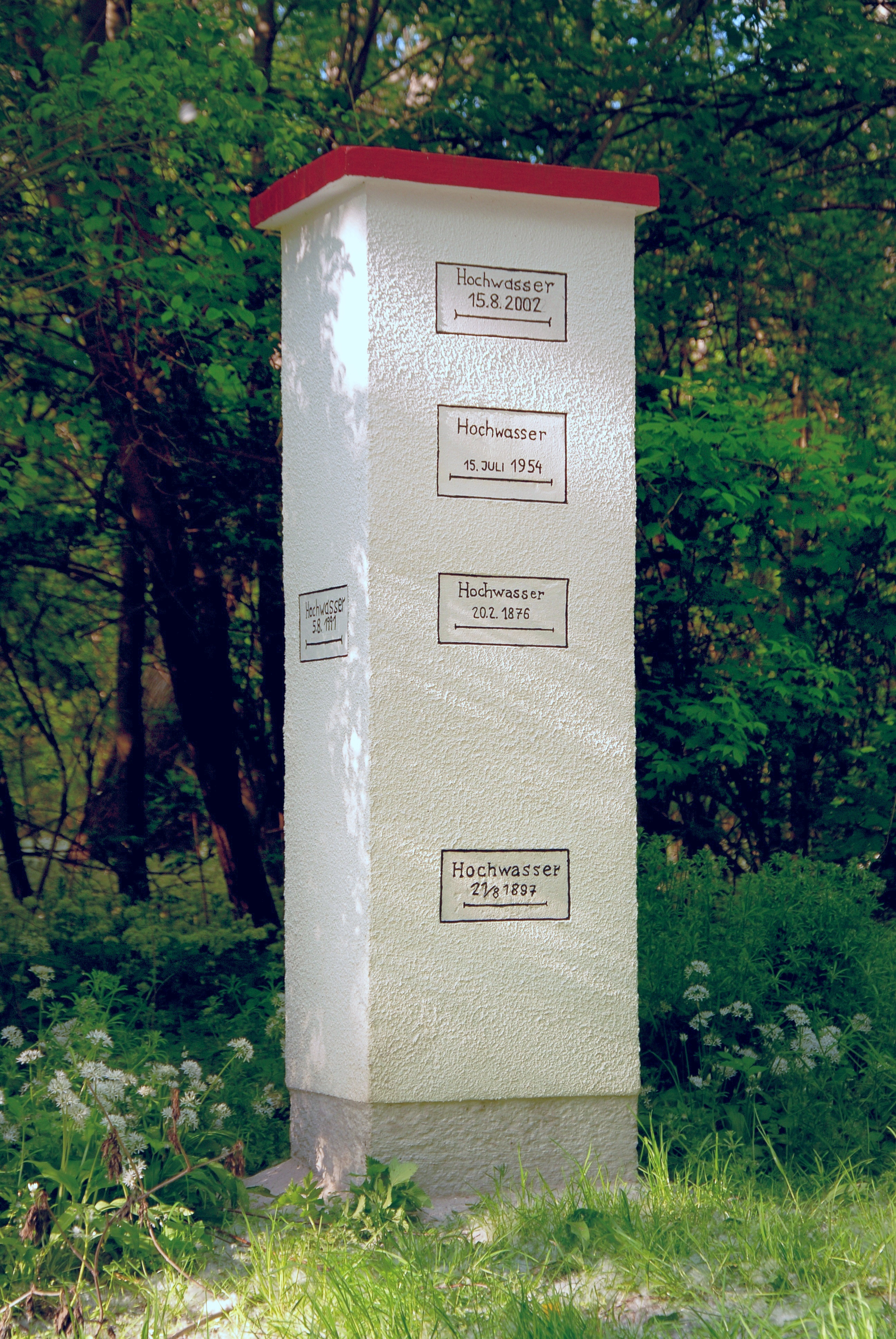
Hochwassermarken in der Stopfenreuther Au

Stopfenreuth ist eine Ortschaft in der Marktgemeinde Engelhartstetten im Bezirk Gänserndorf in Niederösterreich.

## Lage
Stopfenreuth liegt im südlichen Marchfeld am Rande der Donauauen.

## Geschichte
Der Ort entstand an einer Stelle, an der Furten die Überquerung der Donau ermöglichten. Schon in vorchristlicher Zeit nützte die Bernsteinstraße diese Furten und die Römer errichteten hier einen Brückenkopf. Im Augebiet Schanzhaufen kann man bei Niederwasser noch Mauerreste aus der römischen Kaiserzeit erkennen, die als sogenanntes Ödes Schloss vermutlich die Ecke eines Brückenkopfkastells darstellen.
In einer im Stift Melk aufbewahrten, um 1062 anzusetzenden Urkunde taucht der Ortsname erstmals auf. Die heute abgekommene Festung in Stopfenreuth war bis nach 1354 Stammsitz der Herren von Gerlos. 1361 gelangte die Burg in den Besitz der Eckartsauer und dürfte bereits um 1500 baufällig gewesen sein.
Um 1411 erhielt Stopfenreuth das Marktrecht und ab 1629 gehörte der Ort zur Herrschaft Markthof. 1658 vernichtete ein verheerendes Hochwasser die Ansiedlung. Danach wurde der Ort in Nord-Süd-Richtung neu angelegt. Ein Rest der ursprüngliche Siedlung ist als Uferzeilendorf am südlichen Ortsausgang erkennbar.
Auch von der schweren Hochwasserkatastrophe des Jahres 1830 wurde Stopfenreuth getroffen. Ende Februar hatte sich auf der Höhe von Stadlau ein gewaltiger Eisstoß gebildet, dessen Wassermassen sich am 1. März über das Marchfeld ergossen und bei Stopfenreuth wieder die Donau erreichten. Die Familien flüchteten in den Pfarrhof und das Jägerhaus, die einzigen einstöckigen Häuser im Ort, wo sie acht Tage ohne Nahrung in der Kälte ausharren mussten. Erst durch die Donauregulierung ab 1870 und den Bau des Marchdammes ab 1882 konnte die Hochwassergefahr gemindert werden. Die bis 1848 in herrschaftlichem Besitz befindliche Fähre ging 1848 in den der Gemeinde über. 1922 wurde die Plätte durch eine Fähre ersetzt.
Laut Adressbuch von Österreich waren im Jahr 1938 in der Marktgemeinde Stopfenreuth ein Bäcker, zwei Gastwirte, zwei Gemischtwarenhändler, ein Holzhändler, zwei Schmiede, zwei Schuster, ein Zimmermeister und zahlreiche Landwirte ansässig. Weiters gab es beim Ort eine Ziegelei und an der Donau eine Rollfähre.
Im Dezember 1984 erfolgte bei Stopfenreuth die Besetzung der Hainburger Au mit der Wirkung der Gründung des Nationalpark Donau-Auen.

## Verbauung
Das Breitstraßendorf erhielt eine geschlossene eingeschoßige meist traufständige Verbauung. Es gibt Zwerchhöfe, vereinzelt Gassenfronthäuser teils mit Längslauben.

## Öffentliche Einrichtungen
In Stopfenreuth gibt es einen Kindergarten.

## Kultur und Sehenswürdigkeiten

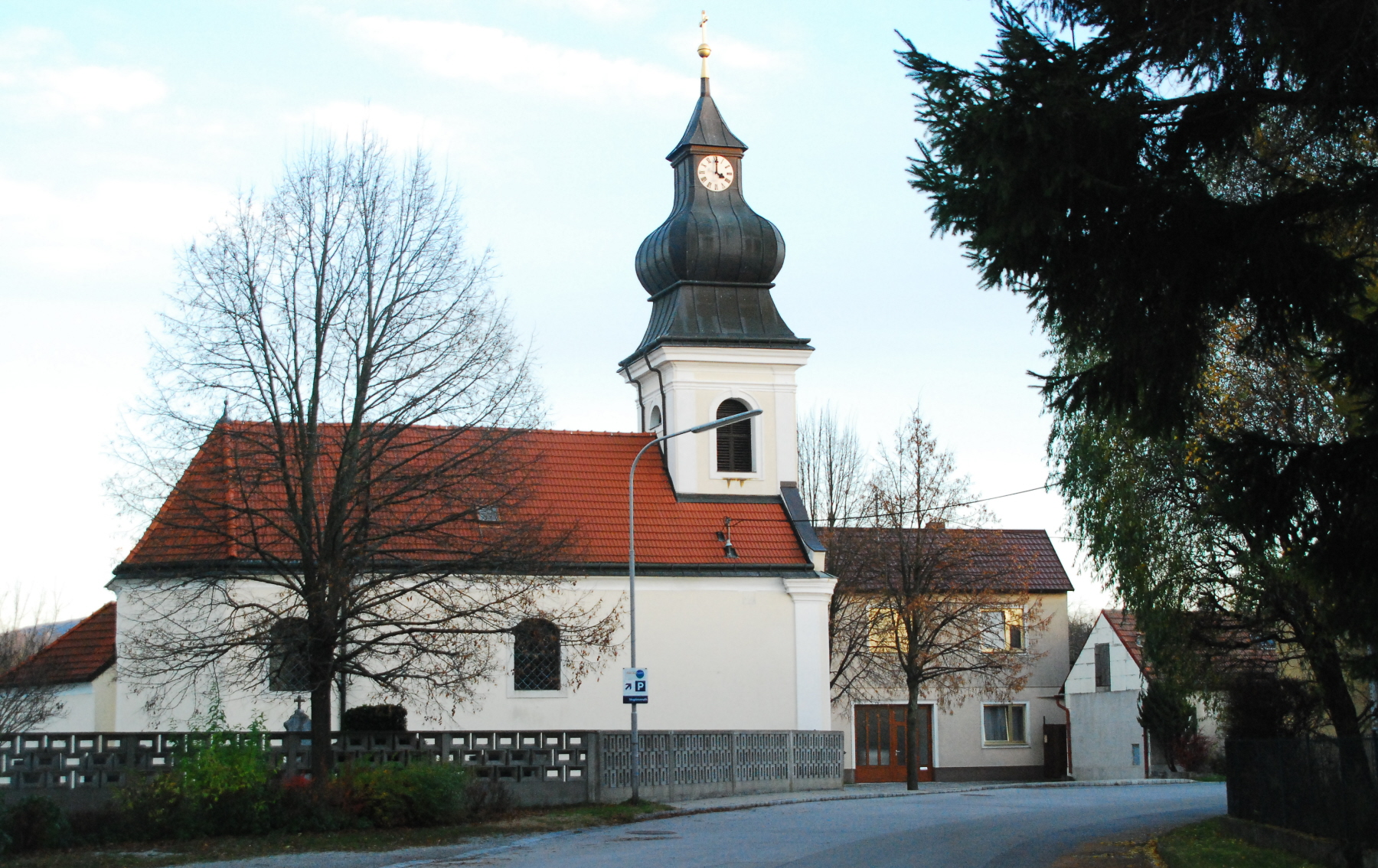
Pfarrkirche Stopfenreuth

- Katholische Pfarrkirche Stopfenreuth hl. Johannes Nepomuk
- Pranger/Pfeiler mit Kugel und Schließeisen